# Atractodes muiri
Atractodes muiri är en stekelart som beskrevs av John Colburn Bridwell 1919. Atractodes muiri ingår i släktet Atractodes och familjen brokparasitsteklar. Inga underarter finns listade.